# Роскин, Александр Иосифович
Александр Иосифович Роскин (1898—1941) — русский советский литературовед, детский писатель, театральный и литературный критик.

## Биография
Александр Роскин родился 29 мая (10 июня) 1898 года в Москве в семье присяжного поверенного Московской судебной палаты Иосифа Гершевича (Григорьевича) Роскина (?—1919) и Веры Львовны Роскиной (урождённая Ривка Лейбовна Дынкина, ?—1946). Окончил реальное училище, занимался музыкой. В 1929 году начал литературную работу в газете «Беднота». В 1930—1940-х годах работал в журналах «Литературный современник», «Наши достижения», «Литературный критик», «Красная новь», «Художественная литература», «Литературное обозрение», «Театр», в «Литературной газете» и в других изданиях. Написал ряд научно-популярных книг, среди которых «Караваны, дороги, колосья» (1932) об основных открытиях Н. И. Вавилова и «Кольцо Севана» (1935) о строительстве гидроэлектростанции.
Написал множество статей о постановках московских театров, в особенности о русской и западноевропейской классике. Активно участвовал в столичной литературной жизни. Часто бывал на вечерах у писателя Р. И. Фраермана на Большой Дмитровке, 20. Во второй половине 1930-х годов основной темой творчества Роскина стал А. П. Чехов. На тему его биографии, творчества, театральных постановок Роскин написал 25 статей. В своих публикациях он рассматривал основные проблемы творчества Чехова, высказывался против «вульгаризаторских искажений» его облика.
Перу Александра Роскина принадлежат и некоторые произведения для детей и юношества, в частности книги «Максим Горький» (1936) и «Антоша Чехонте» (1940). Он составил литературные портреты современных советских писателей: М. Горького, А. П. Гайдара, В. В. Вересаева, К. Г. Паустовского, А. С. Грина, В. С. Гроссмана и других.
После начала Великой Отечественной войны ушёл в народное ополчение. Осенью 1941 года попал в окружение под Вязьмой. Погиб.
После его смерти Василий Гроссман посвятил ему очерк «Памяти Александра Иосифовича Роскина». В нём он писал: «Мне кажется, что главными линиями роскинского характера, линиями, обрисовавшими его внутренний контур, духовную архитектуру, были органическая, пропитавшая все его рабочее и житейское существо любовь к изящному, к прекрасному, душевная тонкость, чувствительность… Р. не только талант писательский, он талант человеческий. Он талант сложный, талант сложного характера, талант то ленивого, то деятельного, сильного ума, талант хандры, когда на него нападала хандра, талант чудесного, когда он был весел; человек очень особенного характера, человек органически изящный».

## Семья
- Брат — Владимир Иосифович Роскин (1896—1984), живописец.
- Брат — Григорий Иосифович Роскин (1892—1964), цитолог, гистолог, протозоолог.
- Жена (с 1925 года) — Надежда Давыдовна Рабинович (1901—1938, попала под трамвай), машинистка, племянница правоведа И. М. Рабиновича, двоюродная сестра поэта Евгения Раича; вторым браком вышла замуж за поэта Сергея Спасского[5].
  - Дочь — Наталья Александровна Роскина (1927—1989), литературовед, автор мемуаров[6]; с 1956 года непродолжительное время была женой поэта Николая Заболоцкого[7], который посвятил ей несколько своих стихотворений. Урна с прахом находится в колумбарии Митинского кладбища[8]. Её дочь (от брака с психиатром, доктором медицинских наук Валентином Владимировичем Бориневичем, 1922—1987) — Ирина Роскина (род. 1948), литератор, сотрудник Госфильмофонда СССР[9][10].